# Lynce de Faria
Lynce de Faria – portugalski rugbysta, czternastokrotny reprezentant Portugalii w rugby union mężczyzn. 
Jego pierwszym meczem w reprezentacji było spotkanie z Hiszpanią, które zostało rozegrane 31 marca 1968. Ostatni raz w reprezentacji zagrał 7 kwietnia 1974 z RFN w Hanowerze. 